# Милоја Мисирача
Милоја Мисирача (Срефлије код Козарска Дубице, 28. јуни 1949) је пуковник Војске Републике Српске и Војске Југославије у пензији. Током Одбрамбено-отаџбинског рата био је командант 1. добојске лаке пјешадијске бригаде и 11. дубичке пјешадијске бригаде.

## Биографија
Рођен је 1949. године у Срефлијама, Козарска Дубица. Основну школу завршава у Клековцима, Драксенићу и Крижу, а гимназију у Босанској Дубици. Након завршене гимназије уписује Војну академију Копнене војске ЈНА коју похађа у Београду и Титограду и исту завршава 1972. године на смјеру саобраћајне службе. По завршетку Војне академије Копнене војске ЈНА од 1972. године обавља дужност начелника службе у 41. оклопном пуку и гарнизона Прилеп до 1984. У Центру високих војних школа „Маршал Тито“ у Београду завршава Вишу војну академију 1984, произведен је у чин мајора и постављен је на дужност начелника службе 51. моторизованој бригади у гарнизону Титов Велес. Крајем 1989. године у Центру високих војних школа ЈНА завршава Командно-штабну школу тактике копнене војске ЈНА и у чину потпуковника поставља се на дужност начелника службе 24. крагујевачког корпуса ЈНА. На овој дужности се налази до почетка јануара 1993. године. Као активни војни старјешина ЈНА, почетком распада СФРЈ 1991. и 1992. године са јединицама ЈНА учествује на книнском и банијском ратишту са дијеловима 51. механизоване бригаде ЈНА Панчево.
Током дејства јединица ЈНА на источнославонском и вуковарском ратишту ангажован је на овим ратиштима све до доласка Међународних мировних снага на просторе Републике Српске Крајине крајем 1992. године Као добровољац, ставља се на располагање, 7. јануара 1993. године, Главном штабу ВРС и бива распоређен у ОГ Добој у добојску лаку пјешадијску бригаду. У овој бригади кратко обавља дужност Начелника штаба ове бригаде, а потом дужност команданта бригаде са којом изводи дејства на добојском, озренском и теслићком ратишту. Од августа 1994. године је на дужности команданта 11. пјешадијске бригаде (дубичке) бригаде до краја рата у чину пуковника ВРС.
Пензионисани је пуковник ВРС и Војске Југославије. Са породицом живи у Козарској Дубици.

## Одликовања и признања
Одликован у ЈНА:
- Медаља за војне заслуге
- Орден за војне заслуге са сребреним мачевима,
- Орден рада са сребреним вијенцем

Одликован у ВРС:
- Орден Карађорђеве звијезде II реда